# Noam Murro

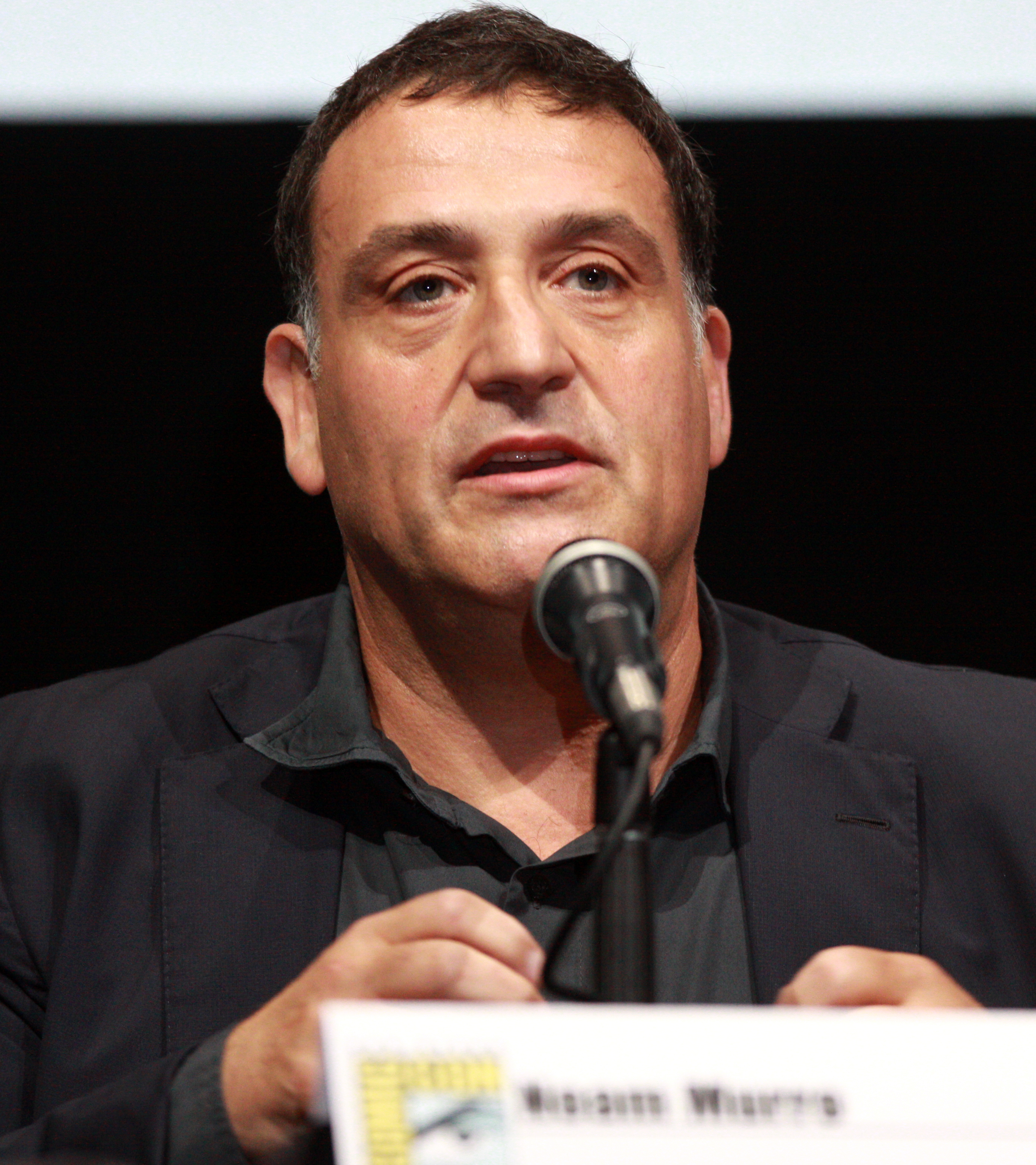
Noam Murro

Noam Murro (hebräisch נועם מורו‎; * 16. August 1961 in Jerusalem) ist ein israelischer Regisseur.
Murro war als Werbefilm-Regisseur aktiv und schuf Spots für Marken wie Volkswagen, E-Bay, Starbucks, Adidas und viele mehr. Mit der US-Komödie Smart People hatte er 2007 seinen ersten Langfilm. 2014 folgte 300: Rise of an Empire, die Fortsetzung des Welterfolges 300.

## Filmografie
- 2007: Smart People
- 2014: 300: Rise of an Empire
- 2018: Unten am Fluss (Watership Down, Miniserie)